# Alstroemeria polyphylla
Alstroemeria polyphylla är en alströmeriaväxtart som beskrevs av Rodolfo Amando Philippi. Alstroemeria polyphylla ingår i släktet alströmerior, och familjen alströmeriaväxter. Inga underarter finns listade i Catalogue of Life.